# 進貢船

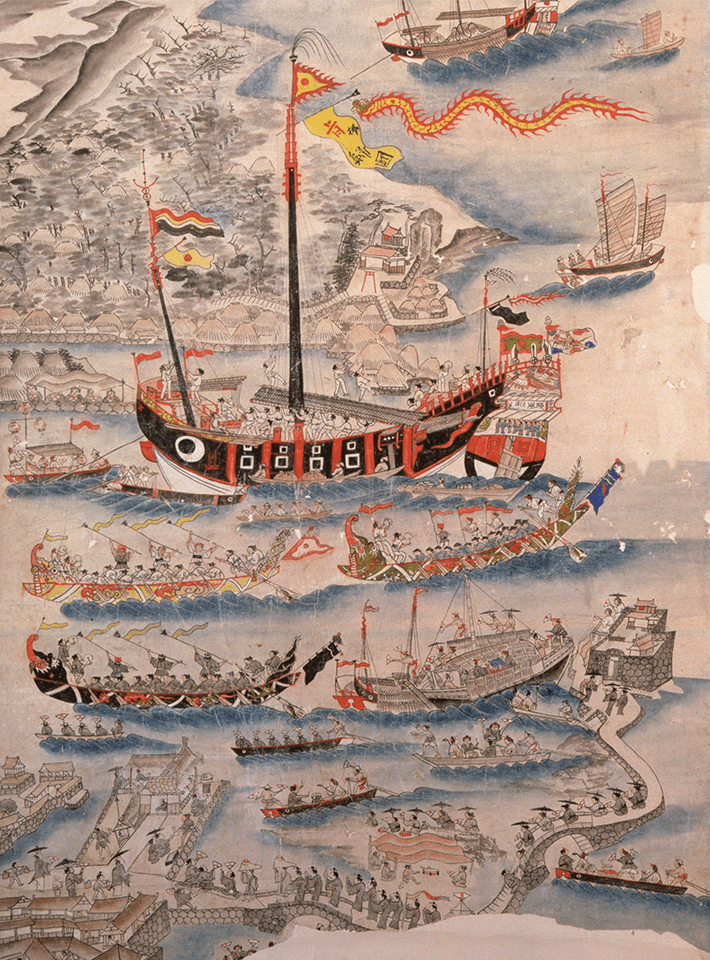
進貢船

進貢船のモデル

進貢船（しんこうせん）とは、14世紀から19世紀中期まで行われた、対中国交易・使節を派遣するために用いられた琉球王国の官船。船首部の獅子の絵と舷側の目玉が特徴である。
1372年12月、琉球の中山王・察度が弟・泰期を明に遣わし洪武帝に進貢したが、これが進貢船の派遣第一号である。最後の進貢船の派遣は、1874年（明治7年）。
進貢船は交易指定港とされた福建省福州まで渡航する。正副使やその従者は陸路北京に赴き、皇帝に拝謁する。それ以外の乗組員は福州の琉球館に滞在した。